# Michael Green
Michael Boris Green FRS HonFInstP (nascido em 22 de maio de 1946) é um físico britânico e um pioneiro da teoria das cordas . Ele é professor de física teórica na Escola de Física e Astronomia da Queen Mary University of London , professor emérito do Departamento de Matemática Aplicada e Física Teórica e membro do Clare Hall, Cambridge . Ele foi Professor Lucasiano de 2009 a 2015.